# Animals (2012)
Animals ist ein spanisches Fantasy-Drama und von Marçal Forés aus dem Jahr 2012. Gleichzeitig ist es Forés Langfilm-Regiedebüt und erzählt mit Elementen des Horrorfilms vom oft erschreckenden Paradigmenwechsel zwischen Jugend und Erwachsenenalter anhand des verunsicherten und selbstisolierten Jugendlichen Pol.

## Handlung
Der verschlossene Jugendliche Pol liebt Indie-Rock, die Natur und sein Fahrrad. Er wohnt mit seinem älteren Bruder Llorenç in einem Haus in Katalonien und geht auf eine englischsprachige Highschool. Treuer Begleiter von Pol ist das ehemalige Kuscheltier seines Bruders: ein Teddybär namens Deerhoof. Nicht nur mit weisen Ratschlägen und absoluter Loyalität bis in den Tod, sondern auch als Drummer begleitet der Bär Pol auf der Gitarre. Doch Pols Freundschaft zu Deerhoof wird immer wieder auf die Probe gestellt. Ein Hund schnappt Deerhoof und verschleppt ihn, sein Bruder belauscht ihn heimlich und droht mit der Psychiatrie, bevor er das Kuscheltier im Garten vergräbt. Immer wieder finden sie zusammen, doch Pols Zweifel werden größer und er entsorgt seinen Freund im nahegelegenen Badesee. Eines Tages wird dort das Auto seiner Mitschülerin Clara gefunden, sie gilt erst als verschwunden, wird wenig später tot treibend im See gefunden. Pol und seine Freundin Laia und ihr Mitschüler Mark verdächtigen den neuen Mitschüler Ikari, der merkwürdig und verschlossen erscheint. Mark vermutet ein Interesse Pols an Ikari und sagt Laia, dass sie keine Chancen bei ihm hätte. Bei einem Schulausflug kommen sich Pol und Ikari näher, gleichzeitig macht Pol jedoch auch mit Laia rum. Beim ersten Kuss mit Ikari zieht dieser ein Messer und ritzt sowohl sich als auch Pol, der das nicht wollte und es mit der Angst bekommt. Nach Claras Tod wird die Schule abgeriegelt, keiner darf das Schulgelände in der Schulzeit verlassen. Mark ist mit den Beschränkungen nicht einverstanden und rächt sich.

## Produktion
Regisseur Marçal Forés habe bereits 2005 in einem Kurzfilm mit gleichem Titel die Grundlage für Animals gelegt. Damals studierte er an der National Film and Television School und sollte einen Film ohne Zeit und Crew abdrehen. So spielte er die Hauptrolle, die mit einem Teddybär sprach, den er gekauft hatte. Die Idee dazu sei eine Mischung aus zwei Clips gewesen: im ersten interviewt der Musiker Dennis Driscoll sich selbst mithilfe eines Textbearbeitungsprogramms mit Sprachausgabe, im zweiten gibt es ein lippensynchrones Eichhörnchen im Musikvideo zum Lied ‚Stereo‘ der Band ‚Pavement‘. Forés verliebte sich nach eigener Aussage in die Idee, eine Freundschaft mit einem Spielzeug zu haben, als wenn es menschlich wäre.
Animals wurde auf dem 60. Donostia Zinemaldia – Festival de San Sebastián am 27. September 2012 uraufgeführt und im deutschsprachigen Raum am 27. September 2013 als unsynchronisierte Originalfassung mit deutschen Untertiteln auf DVD veröffentlicht. Der deutsche Verleih erfolgt durch Pro-Fun Media GmbH.

## Rezeption
Bei Rotten Tomatoes konnte der Film bisher 62 % des Publikums überzeugen.
Kristopher Woofter berichtet auf ‚Spectacular Optical‘, dass sowohl Variety als auch The Hollywood Reporter als Stimmungsbarometer des finanziellen Erfolgs beim breiten Publikum Bedenken bei Animals geäußert haben. Für Woofter seien diese Vorbehalte das Bemerkenswerte: der Film spreche mit seiner selbstbewussten Poesie und träumerischen Erzählweise direkt ein Kultpublikum an.
Für Rick Powell von thecinesexual.com ist Animals einer seiner Favoriten aus dem Jahr 2012. Viele Einflüsse hätten den Film geprägt und würden am Ende etwas unversöhnlich auseinanderlaufen. Außerdem wisse er nicht genau, worum es in dem Film ginge, für Powell jedoch eine Erleichterung. Er fühle sich beim Protagonisten-Duo an eine weise Version von Pu der Bär samt Christopher Robin erinnert. So bemerkt Deerhoof zu Beginn des Films “I like it when characters have to deal with the limits of their desires” (deutsch: „Ich mag es, wenn Charaktere an die Grenzen ihrer Begehrlichkeiten stoßen“) und Powell möchte ihm zustimmen. Die elektronische Stimme des Bären erinnere dabei an die im Film erwähnten Comics von Charles Burns, beide seien ernsthaft und unbehaglich, komisch und doch beängstigend zugleich. Viele Fragen würden im Film offen bleiben, jedoch finde Powell mehr gefallen daran, sich durch den Film hindurch zu fühlen als zu denken. Powell erkenne viele Einflüsse anderer Filme. Zum einen sei die Figur des Pol eine Art Donnie Darko, was seine Frühreife und Defizite angehe. Er fühle sich immer wieder an Robert Mulligans Gothic-Horror-Film The Other erinnert. Bildlich habe der Film viel mit Robin Campillos Film ‚Les Revenants‘ aus 2004 gemeinsam.

## Auszeichnungen & Festivals
Donostia Zinemaldia – Festival de San Sebastián 2012 (Weltpremiere)
- Nominierung für den New Directors Award[6]

RNE Sant Jordi Cinema Award 2013
- Gewonnen[9]

CineEspañol 2013
- Nominierung für den Publikumspreis[10]

Mezipatra Queer Film Festival 2013
- Nominierung für den Grand Jury Award[11]

Festivalteilnahmen:
- Sitges Festival Internacional de Cinema Fantàstic de Catalunya 2012 in der Sektion Official Fantàstic Galas[12]
- Fantasy Filmfest 2013 im Hauptprogramm Selected Features[13]
- Spanisches Filmfest Berlin 2013[14]
- Neuchâtel International Fantastic Film Festival 2013 in der Sektion Films of the third kind[15]